# Fly Galápagos
Fly Galápagos es una aerolínea chárter ecuatoriana domiciliada en Guayaquil, la cual fue constituida en el año 2012 como proveedor de servicios aéreos públicos nacionales. Recientemente la empresa cambió su nombre comercial a Fly Galápagos, con la que ha empezado a difundir de una manera más agresiva sus servicios en redes sociales e internet.
Está autorizada para prestar la clase de servicio de transporte aéreo no regular, en la modalidad taxi aéreo, de pasajeros, carga y correo, en forma combinada en todo el territorio continental ecuatoriano, aunque sólo opera en las Galápagos. En la actualidad, planea incorporar un Airbus A321, con capacidad entre 185 y 230 pasajeros, para rutas hacia el Ecuador continental y otros países del continente.

## Destinos
| Destinos                 | Aeropuertos                       |
| ------------------------ | --------------------------------- |
| Baltra, Galápagos        | Aeropuerto Seymour                |
| Isabela, Galápagos       | Aeródromo Luis Estrada Ycaza      |
| San Cristóbal, Galápagos | Aeropuerto de San Cristóbal (HUB) |

## Flota
| Aeronaves                    | En servicio | Pedidos | Pasajeros                                      | Matrículas                                     | Antigüedad                                     |
| ---------------------------- | ----------- | ------- | ---------------------------------------------- | ---------------------------------------------- | ---------------------------------------------- |
| Britten-Norman BN-2 Islander | 1           | —       | 9                                              | HC-CGY                                         | 48 años                                        |
| Piper PA-31 Navajo           | 1           | —       | 8                                              | HC-BFK                                         | 45 años                                        |
| Total                        | 2           | —       | Edad media de la flota (sept. 2023): 46,5 años | Edad media de la flota (sept. 2023): 46,5 años | Edad media de la flota (sept. 2023): 46,5 años |